# André Chorda
André Chorda (20. februar 1938 – 23. juni 1998) var en fransk fodboldspiller, der spillede som forsvarer. Han var på klubplan tilknyttet OGC Nice og Girondins Bordeaux, og spillede desuden 24 kampe for det franske landshold. Han var med på det franske hold til både EM i 1960 og VM i 1966.

## Titler
Ligue 1
- 1959 med OGC Nice